# Hendrick Avercamp

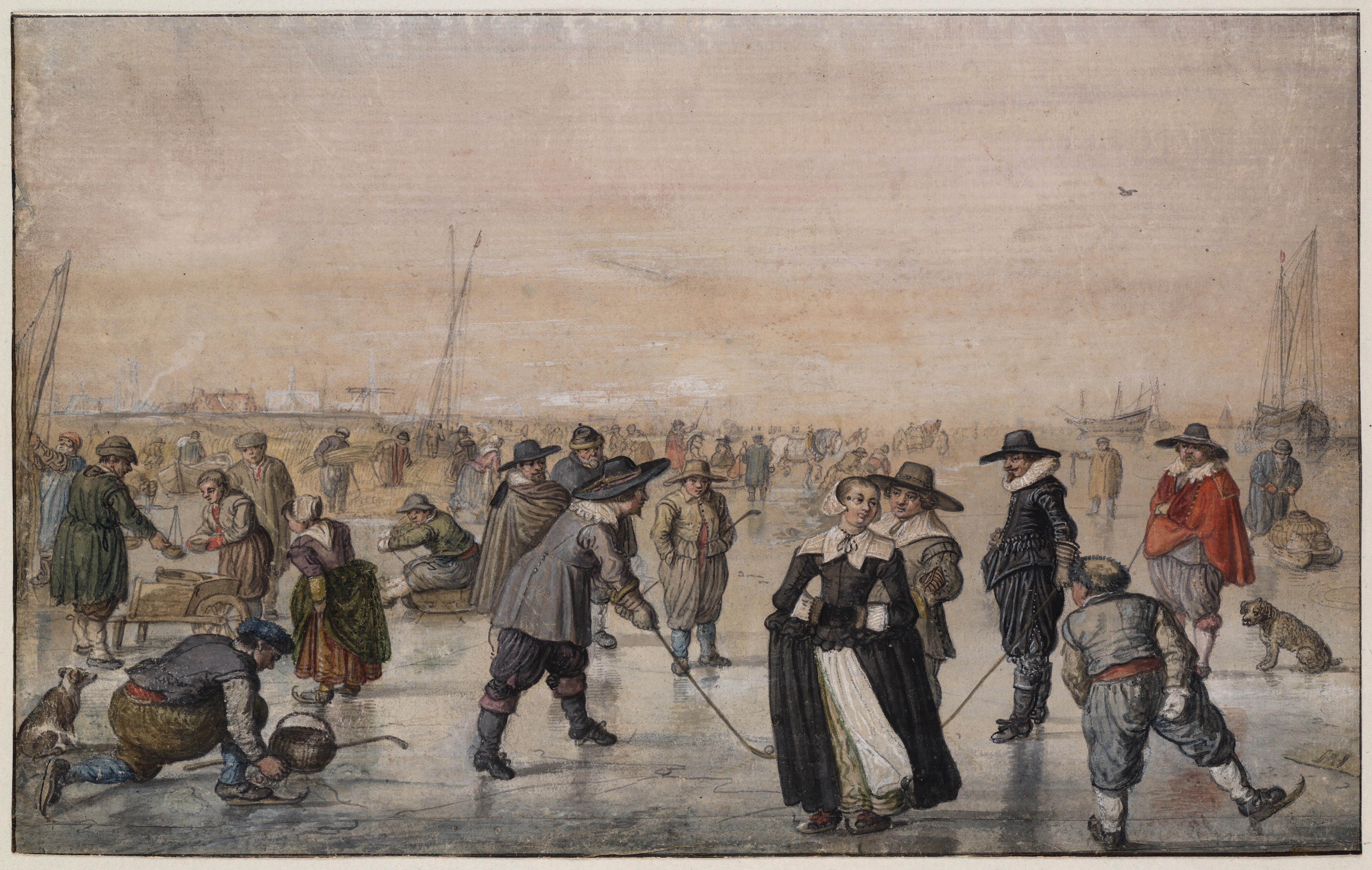
Bruslení na ledě

Hendrick Avercamp [áfrkamp] (pokřtěný 27. ledna 1585, Amsterdam, Nizozemsko – pohřbený 15. května 1634, Kampen, Nizozemsko) byl nizozemský malíř a krajinář, nejznámější představitel malířů zimní krajiny, představitel malířského realistického nizozemského baroka.
Tvořil a žil především v Kampen. Protože byl od narození hluchoněmý, dostal přezdívku de Stomme van Kampen (němý z Kampenu).
Vzdělával se pravděpodobně u Gillise van Conixloo.
Příznačné jsou pro něj zimní krajiny se zevrubně vystiženými detaily, oživené davy drobných postaviček, a scény s nízkým horizontem, vytvářejícím pocit hloubky, v kterém uplatňoval barvitost vlámské školy pozdního 16. století. Někdy jsou jeho práce srovnávány s jeho současníkem Janem Breugelem. Jeho díla se těšily velké popularitě, své kresby snadno prodával, mnoho z nich, zejména ty, které jsou provedeny vodovými barvami, přešly jako dokončené obrázky do mnoha alb sběratelů (význačná sbírka je např. ve Windsoru).
Působili na něho italští a vlámští krajináři. Jeho tvorbu ovlivnila zejména díla Pietera Breugela staršího a Arenta Arentsze. Jeho oblíbeným tématem je zimní krajina se zamrzlou řekou, oživená pestrou stafáži. (Zimní krajina s bruslaři).Tímto motivem se přiřadí k brueghelovské tradici, jak ji pěstoval zvláště D. Vinckeboons. V pozdních krajinách klesá horizont nad polovinou výšky a pestré tóny jsou tlumeny zájmem o atmosférické jevy. Hodně kreslil a akvareloval, zejména v posledním období. Jako malíř krajinář měl nesmazatelný vliv na vývoj krajinomalby.
Synovec a žák Barent Avercamp (1612–1679) byl jeho napodobitelem, odpozoroval jeho styl a udělal z něj jakousi manýru.

## Dílo
- Zimní krajina, kol. 1610, dřevo, Amsterodam, Rijksmuseum
- Zimní krajina s bruslaři, kol. 1620, dřevo, Rotterdam, Museum Boymans-van Beuningen